# Stjärtand
Stjärtand (Anas acuta) är en fågel inom familjen änder och kategoriseras som en simand. Den har en stor utbredning och häckar i de nordliga delarna av Europa, Asien och Nordamerika. Den är en utpräglad flyttfågel och övervintrar söder om sin häckningsutbredning till ekvatorn. Ovanligt nog för en fågel med så stor utbredning har den inga geografiskt åtskilda underarter, så till vida att kerguelenand (Anas eatoni) som ibland behandlas som underart till stjärtand, betraktas som en egen art.
Detta är en relativt stor and med lång, spetsig stjärt. Hanen har ett mycket utmärkande brunt, grått och vitt utseende, medan honan mestadels har en ljusbrun fjäderdräkt och en kortare stjärt. Hanens läte är en mjuk vissling, medan honan kvackar som en gräsand. 
Stjärtanden är en fågel som hör hemma i öppna våtmarker och bygger bo på marken, ofta på ett visst avstånd från vatten. Den födosöker genom att dyka efter växter och utökar sin föda under häckningssäsongen med små ryggradslösa djur. Den är mycket social när den inte häckar, och bildar stora blandflockar med andra andarter.  
Populationen påverkas av predatorer, parasiter och fågelsjukdomar. Mänsklig verksamhet, såsom jordbruk, jakt och fiske, har också haft en betydande inverkan på antalet stjärtänder. Trots detta innebär artens stora utbredning och stora population att den globalt sett inte är hotad.

## Taxonomi
Denna art beskrevs taxonomiskt första gången av Carl von Linné i hans tionde upplaga av Systema naturae 1758 under sitt nuvarande vetenskapliga namn Anas acuta. Det vetenskapliga namnet kommer av två latinska ord: anas, som betyder "and", och acuta, som kommer från verbet acuere, som betyder "vässa". Artepitetet syftar på hanens spetsiga stjärt.
Inom det stora andsläktet Anas är stjärtandens närmaste släktingar andra stjärtänder, såsom gulnäbbad stjärtand (A. georgica) och kerguelenand (A. eatoni). Stjärtänderna ges ibland en ställning som det egna släktet Dafila (beskrivet av Stephens 1824), en indelning som stöds av morfologiska, molekylära och beteendemässiga data. Den kända brittiska ornitologen Sir Peter Scott gav detta namn till sin dotter, konstnären Dafila Scott.
Kerguelenand behandlades tidigare ofta som underart till stjärtand men har idag egen artstatus. Stjärtanden är därmed monotypisk, vilket är ovanligt för en art med så stor utbredning.

## Utseende och läte

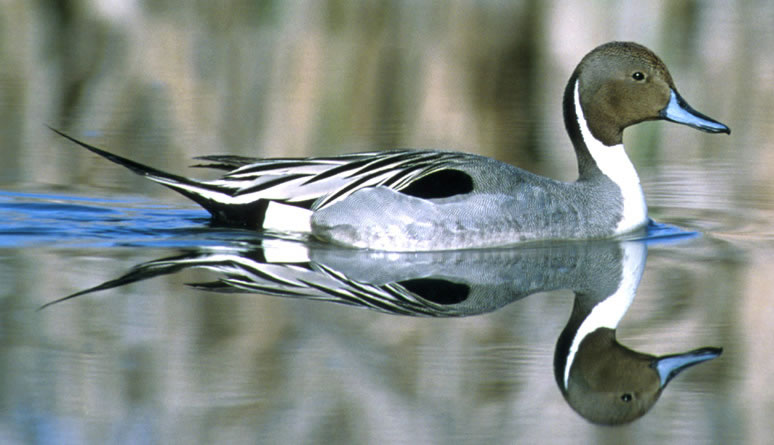
Hane.

Stjärtanden är en ganska stor and med ett vingspann på 23,6–28,2 centimeter. Hanen är 59–76 centimeter lång och väger 450–1360 gram, och är därmed betydligt större än honan, som är 51–64 centimeter lång och väger 454–1135 gram.
Stjärtanden är något mindre och betydligt slankare än gräsanden. Hanen i praktdräkt går inte att ta fel på: huvudet är chokladbrunt och bröstet vitt med en vit rand som går upp på sidan av halsen. Undersidan och sidorna är grå, men långa grå fjädrar med svarta mittstrimmor är draperade över ryggen från axelområdet. Kloakområdet är gult, i kontrast mot stjärtens svarta undersida, där de mellersta fjädrarna är så långa som upp till tio centimeter. Näbben är blåaktig och benen blågrå.
Den adulta honan är mestadels fläckig i ljusbrunt med ett mer enhetligt gråbrunt huvud, och dess spetsiga stjärt är kortare än hanens. Den är ändå lätt igenkännlig på sin form, långa hals och långa grå näbb.
I icke-häckningsdräkt (eklipsdräkt) liknar hanen honan, men behåller mönstret på övervingen och de långa grå skulderfjädrarna. Juvenila fåglar liknar honan, men är inte lika rent tecknade, och har en blekare brun vingspegel med en smalare bakre kant.

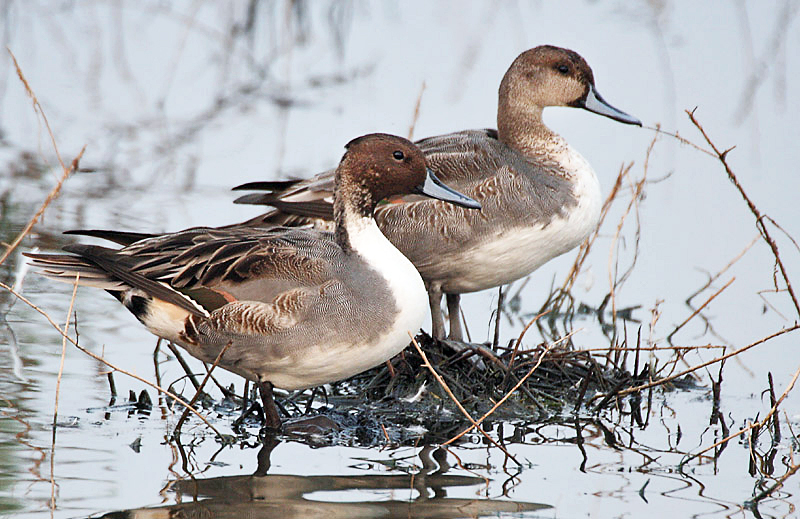
Icke-häckande hanar som övervintrar i Indien.

Stjärtanden går bra på land och simmar väl. Den har en mycket snabb flykt, med vingarna något tillbakadragna till skillnad från andra änder, som typiskt har vingarna i en mer rät vinkel ut från kroppen. I flykten uppvisar hanen en svart vingspegel med vit bakre kant och blekt rödaktig främre kant, medan honans vingspegel är vitrandat mörkbrun, smal vid främre kanten men mycket framträdande vid den bakre, synlig från ett avstånd på 1600 meter.

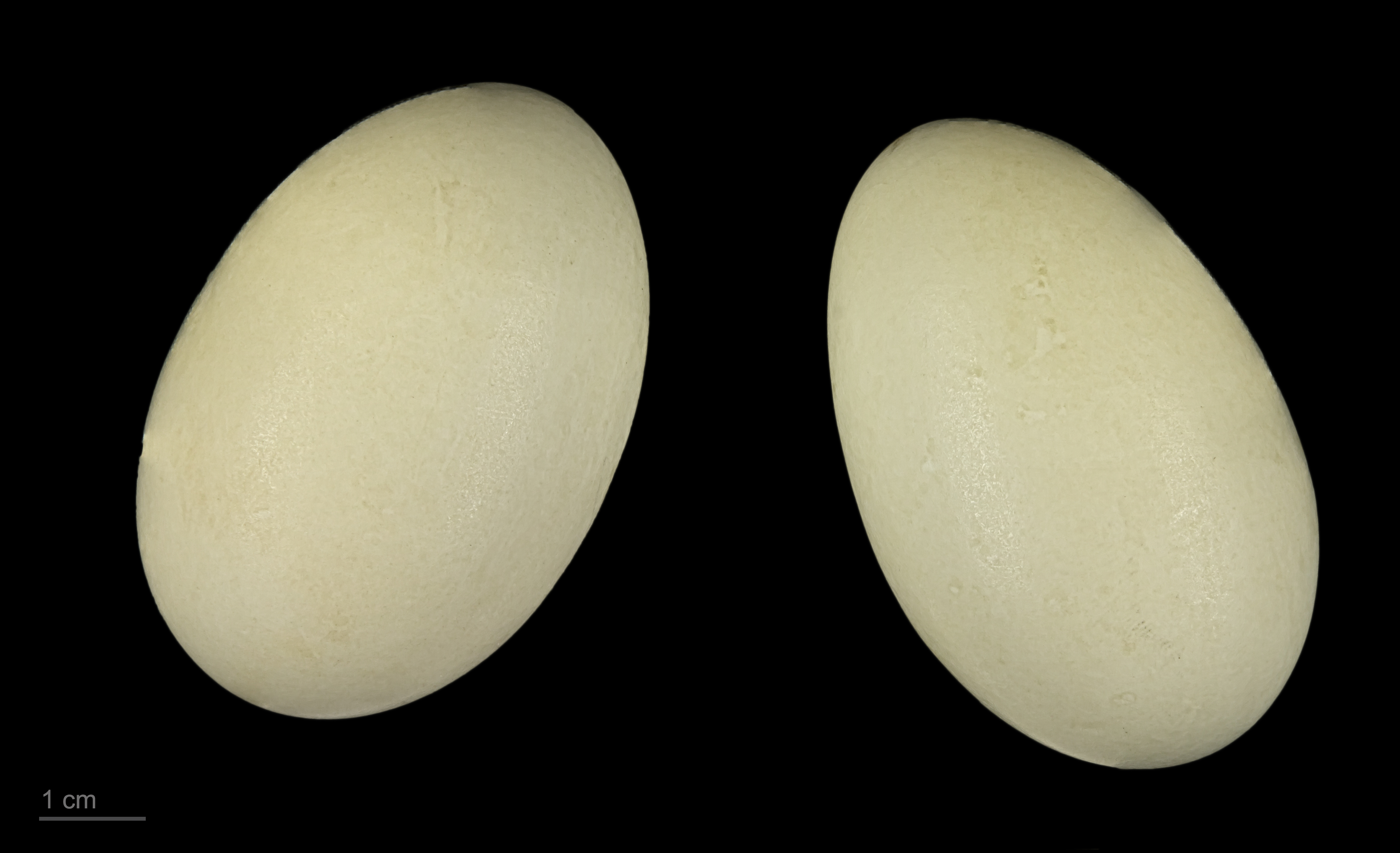
Anas acuta

Hanens läte är en mjuk proop-proop-vissling, som liknar krickans, medan honan har ett gräsandslikt sjunkande kvack, och ett lågt kraxande när hon är uppskrämd. 

## Utbredning

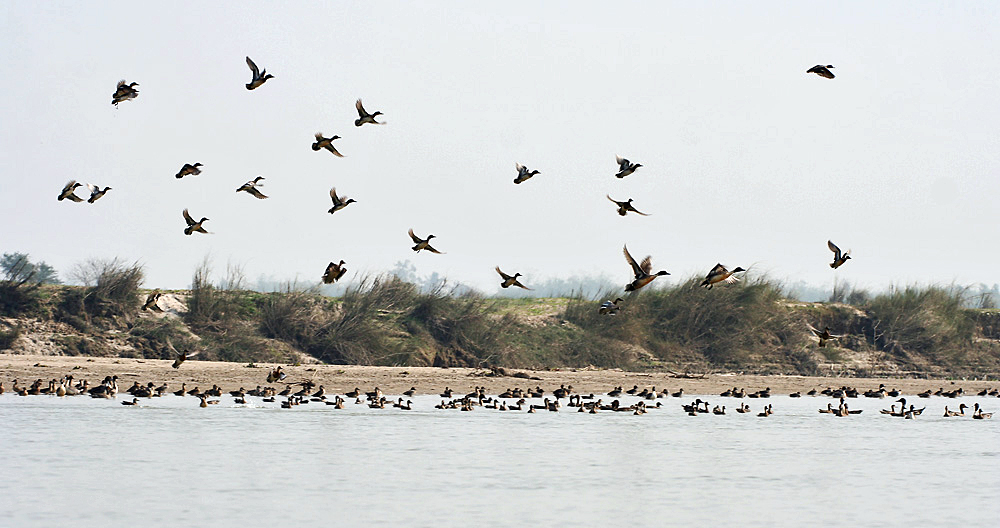
Övervintrande stjärtänder och årtor i Västbengalen.

Denna and häckar över nordliga områden i Eurasien söderut till omkring Polen och Mongoliet, samt i Kanada och Alaska och Mellanvästern i USA. Den övervintrar mestadels söder om sin häckningsutbredning, och når nästan ekvatorn i Panama, norra subsahariska Afrika och tropiska Sydasien. Mindre antal flyttar till stillahavsöar, särskilt  Hawaii, där några hundra fåglar övervintrar på huvudöarna i grunda våtmarker och översvämmade jordbruksmiljöer. Flygningar över hav förekommer också: en fågel som fångades och ringmärktes i Labrador, Kanada, sköts av en jägare i England nio dagar senare, och fåglar som ringmärkts i Japan har återfunnits i sex amerikanska delstater österut till Utah och Mississippi. I delar av utbredningsområdet, såsom Storbritannien och nordvästra USA, kan stjärtanden finnas året runt.

### Förekomst i Sverige
I Sverige är stjärtanden ganska ovanlig. Den häckar sällsynt vid myrar och sjöar på Öland och Gotland, längs efter norra Norrlandskusten samt lokalt utmed fjällkedjan. I övriga landet är den en mycket sällsynt häckfågel. 

## Ekologi

### Biotop
Stjärtandens häckningsmiljö är öppna skoglösa våtmarker, såsom fuktiga gräsmarker, sjöstränder eller tundra. På vintern använder den en större uppsättning öppna miljöer, såsom skyddade estuarier, bräckta kärr och kustlaguner. Den är mycket sällskaplig utanför häckningssäsongen och bildar mycket stora blandade flockar med andra änder.

### Häckning

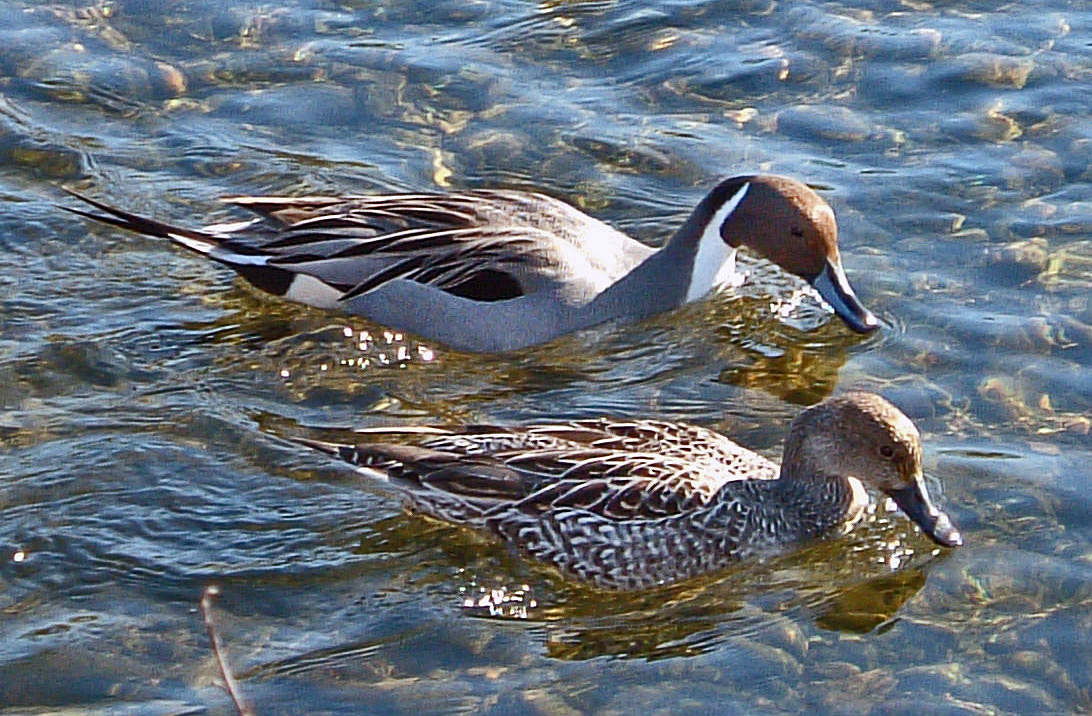
Häckande par.

Båda könen blir könsmogna vid ett års ålder. Hanen uppvaktar honan genom att simma nära henne med huvudet sänkt och stjärten höjd, och oupphörligen vissla. Om det finns en grupp hanar jagar de honan flygande tills bara en hane är kvar. Honan förbereder sig för kopulationen, som sker i vattnet, genom att sänka sin kropp. Hanen studsar huvudet upp och ned och bestiger honan, medan han tar fjädrarna på hennes bakhuvud i munnen. Efter att de parat sig höjer han huvud och rygg och visslar.
Häckningen sker mellan april och juni. Boet byggs på marken och göms bland växtlighet på en torr plats, ofta på visst avstånd från vatten. Det är en grund urgröpning i marken fodrad med växtmaterial och dun. Honan lägger sju till nio gräddfärgade ägg med takten ett om dagen. Äggen är 55 x 38 millimeter stora och väger 45 gram, varav sju procent är skal. Om predatorer förstör den första kullen kan honan lägga en ersättningskull så sent som vid slutet av juli.
Honan ensam ruvar äggen i 22 till 24 dagar innan de kläcks. Ungarna som är borymmare leds sedan av honan till närmast vattensamling, där de tar döda insekter på vattenytan som föda. Ungarna blir flygga 46 till 47 dagar efter kläckningen, men stannar hos honan tills hon har genomfört ruggningen.
Omkring tre fjärdedelar av ungarna lever tillräckligt länge för att bli flygga, men inte mer än hälften av dessa överlever sedan tillräckligt länge för att reproducera sig. Den högsta observerade åldern är 27 år och fem månader för en nederländsk fågel, men den genomsnittliga livslängden för vilda fåglar är mycket kortare än så, och är troligen liknande den hos andra vilda änder, såsom gräsand, på omkring två år.

### Föda

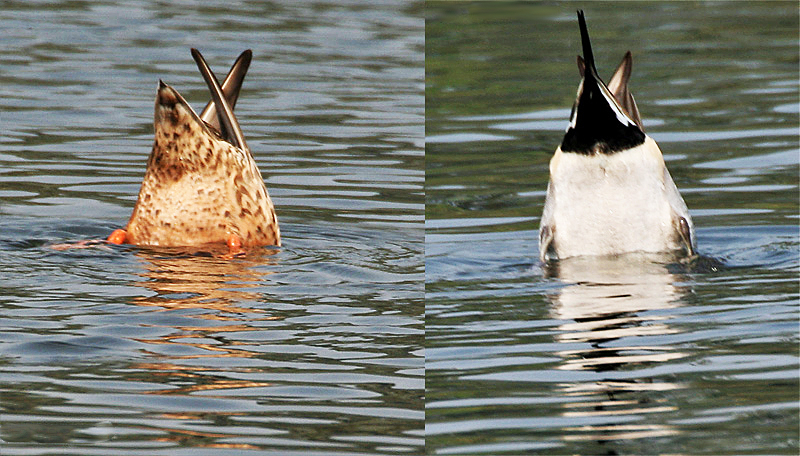
Stjärtänder tippar fram kroppen vid födosök (hane till höger).

Stjärtanden födosöker genom att tippa ned överkroppen i grunt vatten och snappa efter växtmaterial eller mindre ryggradslösa djur. Den födosöker mestadels på kvällen eller natten och fågeln ägnar därför en stor del av dagen åt att vila. Dess långa hals gör det möjligt för den att ta föda från botten av vattensamlingar upp till 30 centimeter djupa, vilket är utom räckhåll för många andra simänder som gräsanden.
Vinterfödan består mestadels av växtmaterial som frön och rhizom från vattenväxter, men stjärtanden äter ibland rötter, spannmål och andra frön på åkrar, men mindre ofta än andra änder i släktet Anas. Under häckningssäsongen äter fågeln främst ryggradslösa djur, däribland vatteninsekter, blötdjur och kräftdjur.

## Predatorer och parasiter

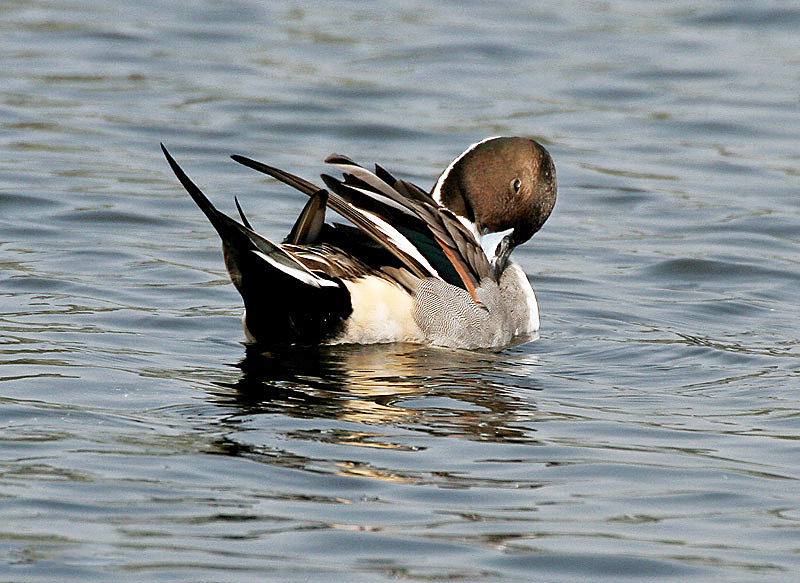
Hane som putsar sig.

Stjärtandens bo och ungar är sårbara för predation från däggdjur, såsom rävar och grävlingar, och fåglar som måsar och trutar, kråkor och skator. De vuxna fåglarna kan flyga iväg för att undfly markbundna predatorer, men särskilt häckande honor kan överraskas av stora rovdjur som lodjur. Stora rovfåglar, som duvhök, tar änder från marken, och vissa falkar, däribland jaktfalk, har hastigheten och kraften att fånga flygande fåglar.
Den är mottaglig för en rad parasiter, däribland Cryptosporidium, Giardia, bandmaskar, blodparasiter och fjäderlöss, och drabbas också av andra fågelsjukdomar. Den är ofta den mest förekommande arten i större dödsfall av fågelbotulism och fågelkolera, och kan också ådra sig fågelinfluensa, av vilken typen H5N1 är högpatogen och emellanåt infekterar människor.

## Hot och status

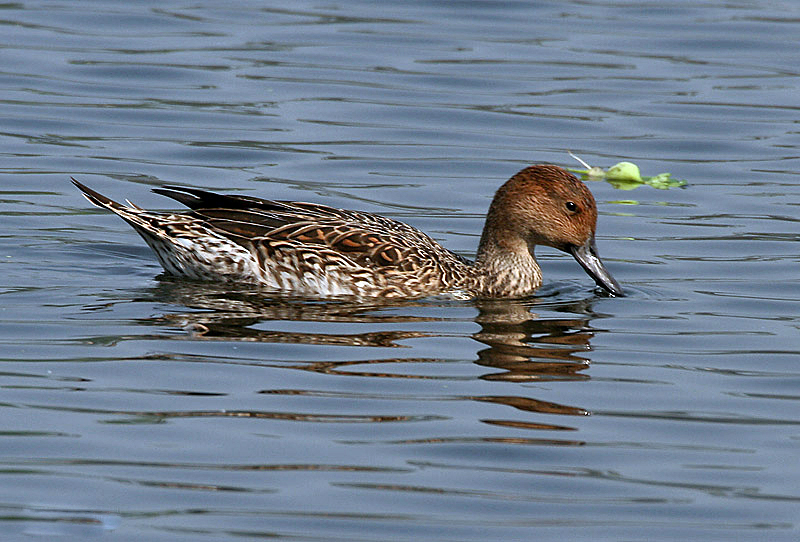
Hona.

Artens favoritmiljö grunt vatten är naturligt känslig för problem som torka eller inkräktande växtlighet, men kan i stigande grad vara hotad av klimatförändring. Populationer påverkas också av omvandling av våtmarker och gräsland till åkermark, vilket berövar stjärtanden områden för födosök och häckning. Vårsådd innebär att många bon förstörs av jordbruksverksamhet för denna tidigt häckande and. En kanadensisk undersökning visade att mer än hälften av de bon som undersökts förstördes av jordbruksarbete som plöjning och harvning.
Stjärtand är en populär art för jakt på grund av dess snabbhet, rörlighet och utmärkta kvalitet som föda, och jagas över hela utbredningsområdet. Fastän den är en av världens mest talrika änder har jakt i kombination med andra faktorer lett till populationsminskningar, och lokala begränsningar av jakten har ibland införts för att bevara antalet fåglar.
Jakt med blykulor, tillsammans med användning av blysänken i fiske, har identifierats som en betydande orsak till blyförgiftning hos vattenfåglar, som ofta hämtar föda från botten av sjöar och våtmarker där blybitarna samlas. En spansk undersökning visade att stjärtand och brunand var de arter som hade de högsta nivåerna av blykuleintagande, högre än i nordliga länder i den västpalearktiska flygvägen, där blykulor har förbjudits. I USA, Kanada och många länder i Västeuropa måste alla kulor som används för vattenfåglar nu vara ogiftiga, och får därför inte innehålla bly.

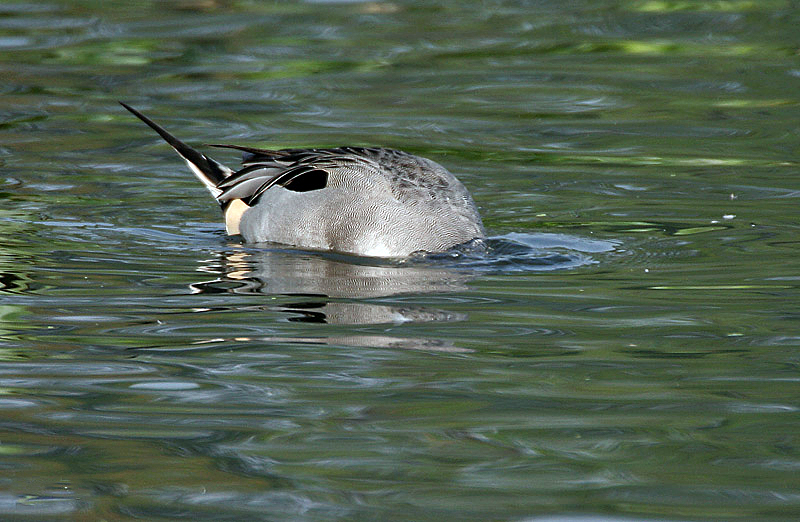
Provianterande hane.

Stjärtanden har en stor häckningsutbredning vilken uppskattas till 10 miljoner kvadratkilometer, med en population som uppskattas till 7,1–7,2 miljoner individer. Den anses inte nå tröskeln för Internationella naturvårdsunionens (IUCN) rödlistning, det vill säga populationsminskning på mer än 30 % på tio år eller tre generationer, och bedöms som livskraftig.
I den palearktiska regionen minskar de häckande populationerna i stora delar av utbredningsområdet, inklusive fästet i Ryssland, men är i övrigt stabila eller fluktuerande.
I åtminstone Nordamerika har stjärtänderna drabbats hårt av fågelsjukdomar, och den häckande populationen minskade från över 10 miljoner 1957 till 3,5 miljoner 1964. Fastän arten har återhämtat sig från den bottennivån var häckningspopulationen 1999 30 % under långtidsgenomsnittet, trots åratal av stora ansträngningar för att återställa artens status. År 1997 dog uppskattningsvis 1,5 miljoner vattenfåglar, av vilka flertalet var stjärtänder, av fågelbotulism under två utbrott i Kanada och Utah.
Stjärtanden är en av de arter som omfattas av Avtalet om bevarande av flyttande sjöfåglar i Afrika och Eurasien (AEWA), men den har ingen speciell status under CITES-konventionen, som reglerar internationell handel med vilda djur och växter. I svenska Artdatabankens rödlista från 2020 kategoriseras den som sårbar (VU).